# Mesosa lineata
Mesosa lineata är en skalbaggsart som beskrevs av Stefan von Breuning 1939. Mesosa lineata ingår i släktet Mesosa och familjen långhorningar. Inga underarter finns listade i Catalogue of Life.